# Colapso mental
Um colapso mental (também conhecido como colapso nervoso) é um termo não médico usado para descrever um súbito e agudo ataque de uma doença mental, como depressão ou ansiedade. Casos específicos são geralmente descritos como "colapso" somente se o indivíduo apresenta problemas em desempenhar funções normais do dia a dia por causa da doença. A partir do ponto em que a condição do indivíduo se torna avançada, é necessário e urgente procurar ajuda médica.
Da mesma forma que o termo "sanidade", os termos "colapso mental" e "colapso nervoso" não têm definição médica, e não são utilizados num senso clínico. Entretanto, problemas médicos ou pessoais capazes de disparar um colapso podem ser evitados com ajuda psicológica.
Um colapso mental não é a mesma coisa que um ataque de pânico, apesar de que colapsos mentais podem apresentar um quadro de pânico.

## Causas
As causas de um colapso mental/nervoso (frequentemente também chamado esgotamento nervoso) podem incluir:
- Mágoa crónica e não resolvida;
- Desemprego;
- Problemas acadêmicos;
- Problemas no trabalho;
- Problemas financeiros;
- Vontade de suicídio;
- Estresse social;
- Fome e pobreza;
- Insônia crônica ou outros transtornos do sono;
- Doença séria de um membro da família;
- Morte de um membro da família;
- Divórcio;
- Gravidez;
- Aborto;
- Decepção amorosa;
- Carga muito alta de tarefas ao mesmo tempo;
- Falta de diálogo e compreensão.

O súbito e agudo aparecimento das seguintes doenças mentais podem ser considerados colapsos:
- depressão;
- Transtorno bipolar;
- Transtorno da ansiedade;
- Psicose;
- dissociação;
- estresse pós-traumático; e
- Estresse severo.